# هنری ود فاولر
هنری ود فاولر (انگلیسی: Henry Weed Fowler؛ ۲۳ مارس ۱۸۷۸ – ۲۱ ژوئن ۱۹۶۵) یک جانورشناس اهل ایالات متحده آمریکا بود.